# UrbanDive
 (décembre 2012).
Si vous disposez d'ouvrages ou d'articles de référence ou si vous connaissez des sites web de qualité traitant du thème abordé ici, merci de compléter l'article en donnant les références utiles à sa vérifiabilité et en les liant à la section « Notes et références ».
UrbanDive est un service de navigation virtuelle lancé le 1er décembre 2010 par Mappy (faisant partie de PagesJaunes Groupe).
Il permet de naviguer virtuellement dans les rues de certaines villes françaises. Une voiture équipée d'appareils photo circule dans les rues en prenant des images. En 2012, plus de 260 villes sont couvertes. 
Le service UrbanDive est définitivement fusionné au sein de Mappy en juillet 2012 et le service indépendant d'UrbanDive est retiré. Aujourd'hui encore, ce service est toujours actif au sein de Mappy avec plus de 330 villes couvertes. 

## Présentation
Le service UrbanDive possédait un grand nombre de fonctionnalités proposés aux utilisateurs du service  :
- Un moteur de recherche d'adresse
- Un brique de visualisation 3D avec des panoramiques à 360° d'un lieu en particulier.
- L'affichage sur les photos 360° des informations des commerces et services, ainsi que les informations relatives à ces commerces.
- Des outils de partages via les réseaux sociaux
- Des outils d'édition ouvert au grand public
- Commentaires et avis des utilisateurs.

## Historique d’UrbanDive
- Le,1er décembre 2010 UrbanDive est lancé en version privée.
- Le,23 mars 2011 UrbanDive est lancé en version publique.
- Le 30 juin 2012, Fusion d'UrbanDive au sein de Mappy

À la fin de l'année 2011, plus de 230 villes françaises étaient couvertes.
Le 4 juin 2012, plus de 260 villes étaient couvertes.

## Mappy Car
Pour photographier les rues de France, UrbanDive possède une flotte de 5 ou 6 véhicules de type Peugeot 407.
Elles sont toutes équipées d'un mat équipé de 8 appareils photos de 12 mégapixels comprenant un objectif grand angle répartis sur 2 niveaux (4 sur le premier et sur le second). Une antenne GPS est située sur le dessus du mât et sa base contient une Centrale inertielle. Cette technologie est développée en partenariat avec Earthmine, elle était à l'origine destinée à la Nasa pour reconstituer le relief de la planète Mars. Elle permet donc de mesurer distances et profondeur des rues.
Une fois les photos prises elles sont traitées par la méthode de photogrammétrie, puis elles sont soumises à un algorithme de floutage automatique, corrigé si nécessaire manuellement et enfin mises en ligne.[réf. nécessaire]

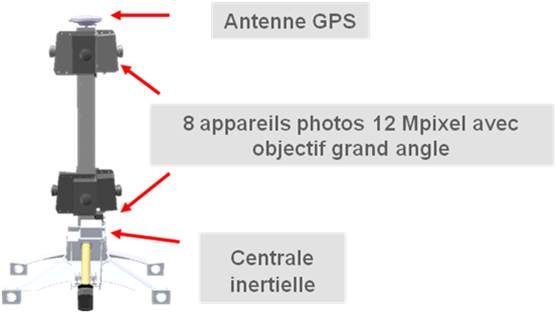
Détails du mât

### Systèmes similaires dans le monde
À l'échelle mondiale, le système le plus proche d'UrbanDive est sans doute Fotocalle qui est un projet argentin permettant de visualiser pour le moment certaines rues de Madrid et Buenos Aires en qualité HD[réf. nécessaire].